# 王良妃
王良妃，北京人，明朝明熹宗之妃。

## 生平
天启元年（1621年），姿色嬌美的王氏以選美前三名的身份被徵入宮，封為良妃。客氏說她"甚婀娜"。明光宗赵选侍說：“三人皆姝艳绝伦，古之昭君、玉环不能过。《酌中志》中，她与段纯妃相对，被称为東宮王娘娘。
明朝灭亡時，守衛禁宮的京營兵四散，王良妃逃出皇宫，不知所终。

## 相关资料
- 《明熹宗實錄》